# Hugs and Hubbub
Hugs and Hubbub è un cortometraggio muto del 1917 scritto e diretto da C. Graham Baker.

## Produzione
Il film fu prodotto dalla Vitagraph Company of America (come Big V Comedies).

## Distribuzione
Distribuito dalla Vitagraph Company of America, il film - un cortometraggio in una bobina presentato da Albert E. Smith - uscì nelle sale cinematografiche statunitensi il 29 ottobre 1917,